# Julia Voth
Julia Voth (Saskatoon, 16 de maio de 1985) é uma atriz e modelo canadense. Ela é mais conhecida por ser a modelo da personagem Jill Valentine para alguns dos jogos de vídeo game Resident Evil. Ela também por seus atual no filme Bitch Slap e an série de televisão Package Deal.

## Carreira

### Modelo
A carreira de modelo de Julia Voth começou em 1999, quando ela participou de uma convenção de modelos em Vancouver, onde foi descoberta por um agente de Tóquio. O agente ofereceu-lhe um contrato de dois meses para trabalhar no Japão. A sua carreira de modelo incluiu sessões de fotos e comerciais para marcas como Calvin Klein e Palpite. Ela serviu como modelo da personagem para Jill Valentine para o remake de 2002 do jogo Resident Evil. Seu rosto também foi usado em vários outros jogo na franquia Resident Evil. Após ter recebido uma boina personalizada do Resident Evil de um fã, Julia foi inspirado a fazer uma sessão de fotos de cosplay como Jill Valentine.

### Atriz
Julia Voth estrelou ao lado de America Olivo e Erin Cummings no filme de ação de 2009, Bitch Slap, interpretando a stripper maluca chamada Trixie. O filme foi exibido em vários festivais de cinema, incluindo o Festival de Cinema de Idyllwild, onde venceu na categoria de Melhor Atriz.
Ela também atuou em episódios da série de TV Castle, Supernatural, e Huge. Julia teve um papel principal na comédia sitcom Package Deal, que durou duas temporadas de 2013 a 2014.

## Vida pessoal
Julia Voth nasceu em Saskatoon, na província de Saskatchewan, no Canadá. Ela é casada com David Zonshine. Eles têm dois filhos: uma filha nascida em 2020 e um filho nascido em 2022.

## Filmografia

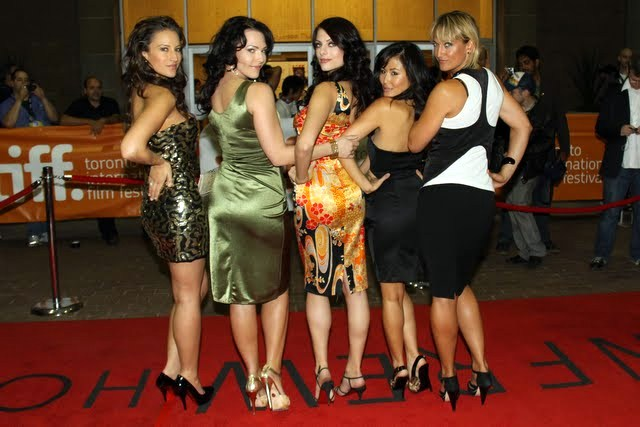
Julia Voth com o elenco de Bitch Slap na sua estreia mundial, no Festival de Cinema de Toronto, em 2009.

### Filmes
| Ano  | Título                      | Personagem           | Notas          | Ref.   |
| ---- | --------------------------- | -------------------- | -------------- | ------ |
| 2009 | Bitch Slap                  | Trixie               |                | [ 6 ]  |
| 2009 | Love Hurts                  | Jovem Amanda Bingham |                | [ 4 ]  |
| 2009 | The Anniversary             | Shelly               |                |        |
| 2011 | Alone                       | Sarah Eastwood       | Curta-metragem |        |
| 2011 | Lilith                      | Sarah                |                |        |
| 2012 | Project S.E.R.A.            | Gillean Eames        | Curta-metragem | [ 11 ] |
| 2013 | Holiday High School Reunion | Katie                |                |        |
| 2015 | Painkillers                 | Masters              |                |        |
| 2016 | Seattle Road                | Eve                  |                |        |
| 2017 | Hard Surfaces               | Liz Van Houten       |                |        |
| 2019 | Bit                         | Siran                |                |        |

### Televisão
| Ano       | Título        | Personagem    | Notas                           | Ref.   |
| --------- | ------------- | ------------- | ------------------------------- | ------ |
| 2009      | The Phone     | Agente #1     | Papel habitual                  |        |
| 2010      | Huge          | Chelsey       | "Parents' Weekend: Parts 1 & 2" | [ 4 ]  |
| 2010      | Supernatural  | Prostituta    | "The Third Man"                 | [ 12 ] |
| 2011      | Castle        | Violet Young  | "To Love and Die in L.A."       | [ 7 ]  |
| 2013      | Project: SERA | Gillian Eames | Web series; main role           | [ 11 ] |
| 2013–2014 | Package Deal  | Kim Mattingly | Main role                       | [ 8 ]  |

### Vídeo games
| Ano  | Título                                 | Personagem     | Notas | Ref.  |
| ---- | -------------------------------------- | -------------- | ----- | ----- |
| 2002 | Resident Evil                          | Jill Valentine | Face  | [ 5 ] |
| 2007 | Resident Evil: The Umbrella Chronicles | Jill Valentine | Face  | [ 5 ] |
| 2009 | Resident Evil 5                        | Jill Valentine | Face  | [ 5 ] |

## Prêmios e nomeações
| Ano  | Festival                        | Categoria    | Trabalho   | Resultado | Ref.  |
| ---- | ------------------------------- | ------------ | ---------- | --------- | ----- |
| 2009 | Festival de Cinema de Idyllwild | Melhor Atriz | Bitch Slap | Venceu    | [ 4 ] |